# Бразилея
Бразилея е град – община в южната част на бразилския щат Акри. Разположена е на 234 km южно от щатската столица Рио Бранко, на границата с Боливия; съседни общини са Асис Бразил, Сена Мадурейра, Шапури и Епитасиоландия. Общината е част от икономико-статистически микрорегион Бразилея, мезорегион Вали до Акри. Населението на общината към 2010 г. е 21 438 души, а площта ѝ е 4336,189 km2 (4,66 д/km²).
Въпреки че е създадена като зона за свободна търговия, тя все още не е регламентирана. Впоследствие се отчита силна зависимост от търговията със съседния град Кобиха в Боливия, за разлика отпреди едно-две десетилетия, когато ситуацията е обратната.

## История
Градът е основан с името „Бразилия“ на 3 юли 1910 г., върху малка ивица земя, където тогава се намира стара каучукова плантация „Кармен“.
По-късно, през 1943 г., е преименуван, за да не се бърка с името на новата федерална столица. Новото име Бразилея се получава от съчетанието на думите Brasil (Бразилия) и Hiléia (гора).
През 1992 г., след проведен референдум, територията на града бива разделена, като частта, намираща се на десния бряг на река Акри, образува новия град Епитасиоландия.

## География
През общината текат реките Акри и Шапури. Чрез първата граничи с Боливия. В първите десетилетия на 20 век има засилена експлоатация на кестени и каучук, които се транспортират по реката Акри чрез товарни кораби, известни като „шатас“. Днес този вид превоз е отстъпил място на автомобилния транспорт по магистрала BR-317, която свързва Бразилея с щатската столица Рио Бранко; тя е основната транспортна артерия за достъп до града.
Население
Общината се нарежда на шесто място по население в щата, с 20.237 жители, бидейки 64,22% градско население, или 12.243 души; и 35,78% селско, или 6.822 души. От тях, 1.060 живеят по поречието на река Акри.

## Икономика
Икономиката на града търпи големи загуби, поради липса на фискален надзор и цените в Боливия, които са по-ниски в сравнение с тези в Бразилия. Поради това, не само потребители, но и все повече предприемачи инвестират в боливийската икономика, конкретно, в безмитната зона за свободна търговия на Кобиха (столицата на департамент Пандо и на провинция Николас Суарес). Всеки ден бразилци, живеещи в съседните градове Епитасиоландия и Бразилея, и дори тези, които пребивават в щатската столица — Рио Бранко, строят нови магазини и откриват фирми в Боливия. От друга страна, незащитената граница между двете страни стимулира трафика на наркотици, оръжия, гориво и стоки.
Икономическите дейности в общината към 2009 г. са почти парализирани; по сектори, най-развит е този на услугите, с дял от 60,5%, следван от аграрния, с 12,8%, и промишления сектор, със 7,6%. Нейното селско стопанство е традиционно, индустрията дава признаци за бавно възстановяване с построяването на млекокомбинат, който ще достави пазар, както за Епитасиоландия, така и за Кобиха (Боливия); някои дъскорезници и мебелни фабрики в сектора на услугите са напълно парализирани. Животновъдството има значителен потенциал както и екотуризмът, който тук просто се нуждае от по-широка реклама.
Град Бразилея не разполага с необходимата инфраструктура от хотели и ресторанти в състояние да обслужи туристи, които пазаруват в безмитната зона на Кобиха, особено в почивните дни.